# Michał Chilczuk
Michał Chilczuk (ur. 1926, zm. 28 sierpnia 2020 w Warszawie) – polski specjalista w zakresie planowania regionalnego, prof. dr hab.

## Życiorys
Obronił pracę doktorską, następnie uzyskał stopień doktora habilitowanego. W 1971 nadano mu tytuł profesora w zakresie nauk przyrodniczych. Pracował w Wyższej Szkole Studiów Międzynarodowych w Łodzi, oraz w Ośrodku Łączności z Cudzoziemcami - Absolwentami Polskich Szkół Wyższych Uniwersytetu Łódzkiego.
Był profesorem zwyczajnym w Katedrze Organizacji i Zarządzania na Wydziale Zarządzania i Logistyki Uczelni Techniczno-Handlowej im. Heleny Chodkowskiej.
Zmarł 28 sierpnia 2020.

## Odznaczenia
- Srebrny Medal „Za zasługi dla obronności kraju” (1970)[3]